# Зенгер Григорій Едуардович
Григорій Едуардович Зенгер (13 (25) березня 1853, Кречевицькі Казарми, Новгородська губернія - 7 липня 1919, Петроград) - філолог-класик, ректор Імператорського Варшавського університету (1897-1899), член-кореспондент Санкт-Петербурзької академії наук ( 1907 ), міністр.

## Біографія
Походив із дворян: народився 13 (25) березня 1853   року в сім'ї полковника (надалі - генерал-майора) Лейб-гвардії Драгунського полку Російської імператорської армії, Георга Едуарда (Едуарда Федоровича) Зенгера, власника майорату в Царстві Польському.
Навчався в Пажеському корпусі, з якого вийшов у лютому 1868 року, коли з'ясувалося. що після закінчення корпусу наступного року, по маловіковості він буде вироблено в офіцери і має ще два роки залишатися у корпусі. Почав готуватися в Ризі до вступу до університету; займався стародавніми мовами у директора реальної гімназії Е. Гаффнера та вчителя класичної гімназії Лівена; грецькою мовою займався з Крангальсом. Весною 1870 року він склав випускні гімназичні іспити і восени вступив на історико-філологічний факультет Санкт-Петербурзького університету, який закінчив кандидатом у 1874 році.
Викладав стародавні мови в 5-й петербурзькій гімназії (з 1 жовтня 1874 по 1 липня 1875) і, одночасно, складався з 13 січня 1875 стипендіатом університету для підготовки до професорського звання по кафедрі загальної історії; влітку 1875 року вирушив до Берлінського університету, де слухав лекції протягом трьох семестрів.
З 1877 читав лекції з загальної історії в Ніжинському історико-філологічному інституті, виконуючи з 1 липня посаду екстраординарного професора; був також бібліотекарем (10.09.1877-01.04.1880) та вченим секретарем конференції інституту (31.08.1881-10.05.1883). Читав курси з римської історії, римських старожитностей, середньовічної та нової історії. Влітку 1883 року виїжджав у закордонне вчене відрядження, працював із стародавніми рукописами у Ватиканській, Барберинській та ін. бібліотеках.
З 1885 викладав у Варшавському університеті, з 1 серпня виконуючи обов'язки доцента по кафедрі загальної історії, а з 8 травня 1886 - по кафедрі римської словесності. Після захисту у Києві дисертації було затверджено магістром римської словесності (24.10.1886), а докторський ступінь отримав у Московському університеті без представлення дисертації 31 січня 1894 року. З 25 лютого 1887 року - екстраординарний професор, з 7 квітня 1894 року - ординарний професор Варшавського університету. З 18 січня 1896 - декан історико-філологічного факультету. Виправляв посаду ректора Варшавського університету з 23 травня до 20 серпня 1896 та з 22 квітня 1897 року; 10 травня 1897 був затверджений на посаді і обіймав її до 20 серпня 1899 року, коли був на прохання звільнений.
У 1899 році був проведений в чин дійсного статського радника і 13 березня 1900 був призначений піклувальником Варшавського навчального округу. З 1901 - товариш (заступник) міністра народної освіти, з 1902 - міністр у чині дійсного таємного радника; у 1904 році звільнений з міністерства і призначений сенатором.
Науково-літературна діяльність Зенгера присвячена переважно критиці тексту давньоримських поетів. Сюди відносяться його магістерська дисертація «Критичний коментар до деяких спірних текстів Горація» (Варшава, 1886, 2-ге вид., 1894), яку Зенгер захистив у 1886 році в університеті св. Володимира в Києві, після чого був затверджений ступенем магістра римської словесності. Офіційним опонентом виступив Ю. Кулаковський. Ступінь доктора римської словесності (honoris causa) Зенгер отримав у 1894 році від Московського університету. Автор низки наукових статей та книг: «Філологічні нотатки» (СПб., 1886); "Нотатки до латинських текстів" (10 великих статей у "Варшавських Університетських Известиях", 1886-1893); «Нотатки до Етни та Стацієвих Сільвів» («Журнал Міністерства народної освіти», 1903), «Нотатки до латинських текстів» (ib., 1904-1905). З робіт Зенгера у сфері давньоримської історії найважливіша «Єврейське питання у стародавньому Римі» (Варшава, 1889). Дещо особняком стоїть твір «Нотатки до описів Петроківського виборчого сейму 1492 р.» («Збірник на честь В. Ламанського». СПб., 1905). Як філолог-класик у години дозвілля перекладав латинською вірші російських та європейських поетів («Метричні перекладення латинською мовою». СПб., 1904), зокрема виконав переклад «Євгенія Онєгіна»13[джерело?] (не опубліковано). Деякий час Зенгер був постійним співробітником у журналі «Філологічний огляд», який видавався в Москві.
У 1900 році за співчуття та сприяння цілям Холмського Православного Свято-Богородицького братства Зенгеру було присвоєно Братський знак І ступеня.
Під час управління Міністерством народної освіти Зенгер збирався провести реформу як середньої, і вищої школи. У 1902 року на ім'я Зенгера було дано Високий рескрипт, яким визначалися основні риси реформи. Наприкінці 1902 року він скликав під своїм керівництвом велику комісію з напрацювання нового університетського статуту. Результатом робіт цієї комісії стали п'ять великих томів, що представляють великі матеріали з питань університету в Росії і за її межами. Однак реформа не була здійснена, оскільки Зенгер в 1904 був замінений генералом В. Глазовим. З 1 жовтня 1917 року був нештатним службовцем у відділенні філології Російської публічної бібліотеки, де й пропрацював до кінця життя.
Помер у Петрограді 7 липня 1919 року.

## Сім'я
В 1878 вступив у перший шлюб - з Марією Рудометовою (1856-1890). Народилася дочка, Наталя (1879—1896).
У 1891 році у Варшаві одружився з Оленою Миколаївною, до шлюбу Шведер. У сім'ї народилося дев'ятеро дітей: 4 сини та 5 дочок; в 1894 народилися дві дочки-близнюки, в 1897 двоє близнюків, син і дочка.
- Єлизавета (у шлюбі Вельц, 1893-1920) - померла від тифу в Петрограді.
- Марія (у шлюбі Муравйова, потім Ашукіна, 1894—1980) — літературознавиця, разом із чоловіком Миколою Ашукиним склала книжку «Крилаті слова: Крилаті слова, літературні цитати, образні висловлювання» (М., 1988. — 4-те вид.); поховані на Востряківському цвинтарі.
- Олена (1894-1918), близнючка Марії.
- Олексій (1895-1909) - потонув; був похований у склепі сім'ї Данилевських (з О. Лаппо-Данілевським був працівником Г. Зенгера).
- Тетяна (в шлюбі Цявловська[3], 1897-1978) - літературознавиця-пушкіністка, дружина пушкініста Мстислава Цявловського (1883-1947), редактора та коментатора багатьох зібрань творів Пушкіна, в тому числі академічного 1937-1.
- Микола (1897-1938?) - працював у відділ порцеляни Ермітажу, був репресований, засуджений до розстрілу;
- Олександр (1898-1911) - помер від дифтериту;
- Григорій (1900-1922) - був командиром Червоної армії, убитий у бою;
- Олександра (1901-1905).